# Храмы Венёва
Храмы Венёва — культовые сооружения города Венёв, предназначенные для проведения богослужений и религиозных обрядов.
Наличие в городе большого количества храмов это историческая черта Венёва. Этому в какой-то степени способствовало нахождение в окрестностях залежей строительного материала — многочисленных каменоломен. Ещё в 1895 году духовный писатель П. И. Малицкий в своих «Приходах и церквях Тульской епархии» писал: «Число храмов в городе далеко превышает как действительную потребность, так и средства к правильной их ремонтировки. Но поддерживать храмы в должном благолепии не по силам для жителей такого замкнутого города, как Венёв, не имеющего в себе ни фабрик, ни транспортных дорог, ни других каких-либо крупных оборотов». Из Венёвской дозорной книги известно, что до 1636 года в Венёве было уже 6 православных храмов: соборная Параскевы Пятницы, Преображенская, Введенская, Благовещенская, Георгиевская, Ильинская. Некоторые, изменив с годами внешний облик и сохранив своё величие и благолепие дошли до наших дней, другие оставили имя своё только в летописях.

## Действующие

### Церковь Богоявления Господня
54°20′54″ с. ш. 38°16′28″ в. д.

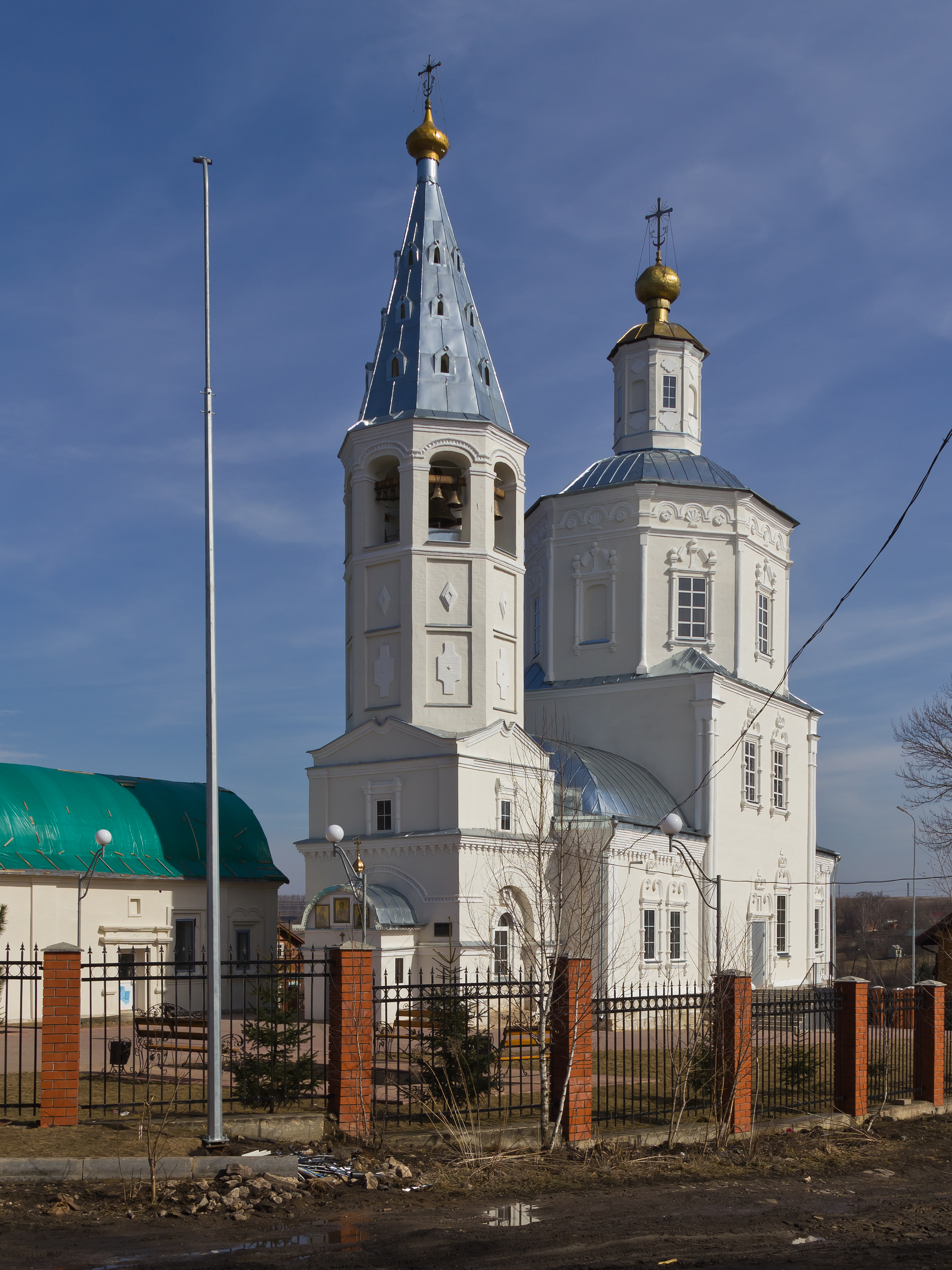
Храмовый комплекс. Церкви Богоявления Господня (на переднем плане) и Казанская (слева).

Дата основания предположительно деревянной 1640-е годы. В 1766 году была разобрана из-за ветхости. Входила в состав Богоявленского монастыря, а после его упразднения относилась к приходу Николаевской церкви. Кирпичное здание однокупольной церкви в стиле барокко, восьмерик в четверике, с шатровой колокольней построено в период между 1766 и 1775 годом. Церковь была холодной и богослужения совершались только в воскресные и праздничные дни, а в зимнее время переносились в находившуюся рядом Казанскую церковь. Церковь сохранилась и находится в хорошем состоянии, действующая.

### Церковь Иконы Божией Матери Казанская
54°20′55″ с. ш. 38°16′27″ в. д.

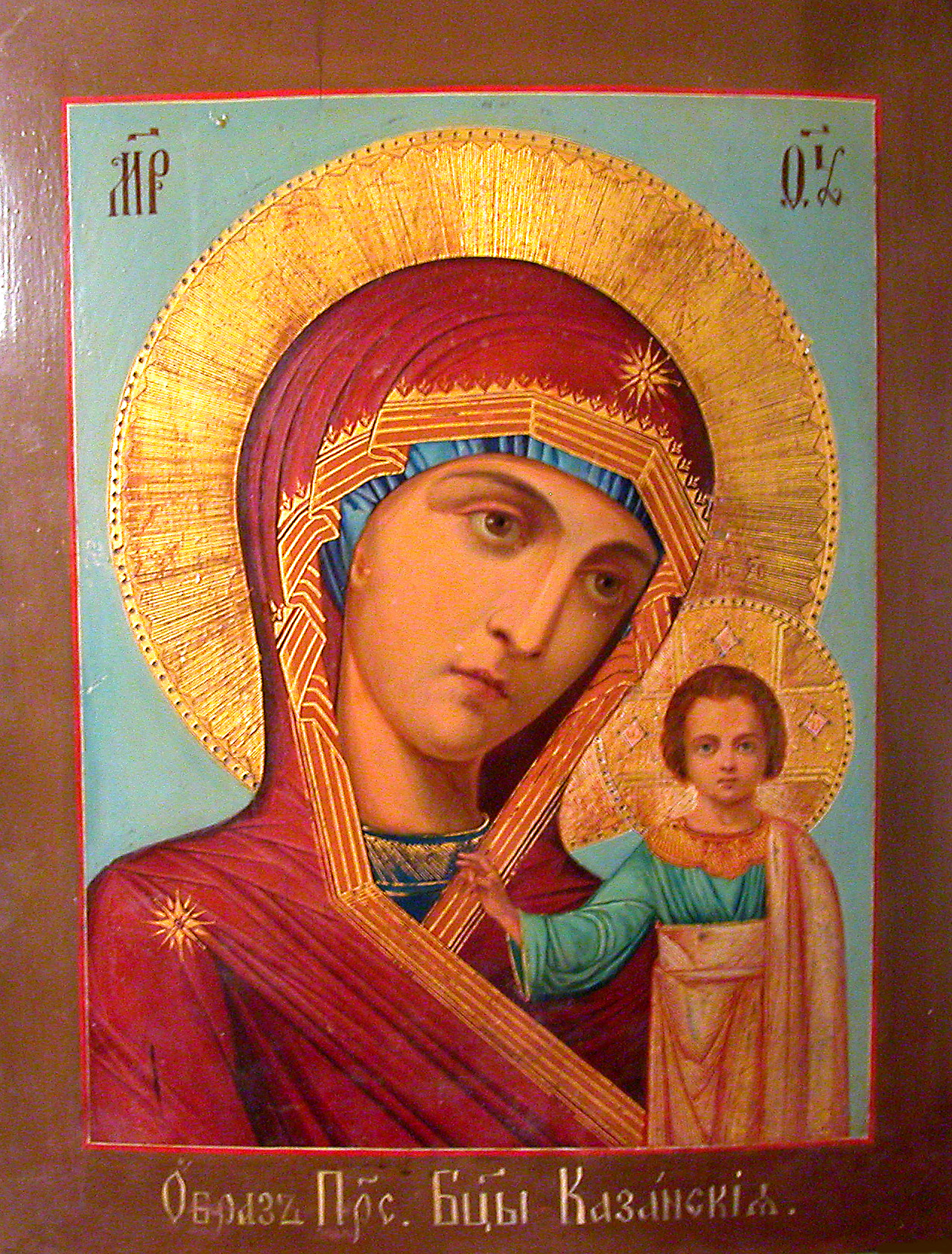
Казанская церковь (около 1917)

Дата основания предположительно 1640-е годы. Входила в состав Богоявленского монастыря, а после его упразднения относилась к приходу Николаевской церкви. Тёплая кирпичная однокупольная церковь в стиле барокко во имя Казанской иконы Божией Матери была построена на средства купцов Андреяна Бородина и Емельяна Боровкова в 1764 году, перестроена в 1775. В зимнее время из Богоявленской церкви службы переносились в тёплую Казанскую. С 1764 по 1872 год Казанская церковь использовалась как полковая церковь для войск, расквартированных в Венёве. В начале 1930-х годов в Казанской церкви временно были возобновлены службы. Но вскоре храм закрыли и там была устроена пилорама. До 2013 года использовалась как склад стройматериалов для Богоявленской церкви. После капитального ремонта 2014 года церковь стала действующей.

### Собор Воскресения Христова
54°20′47″ с. ш. 38°16′24″ в. д.
Православный храм, построенный в честь праздника Воскресения Словущего. Строительство последнего здания велось в 1817—1825 годы. В 1930-е был закрыт. В 1988 году здание храма передали Русской Православной Церкви, в последующие годы отремонтировано и ныне является действующим.

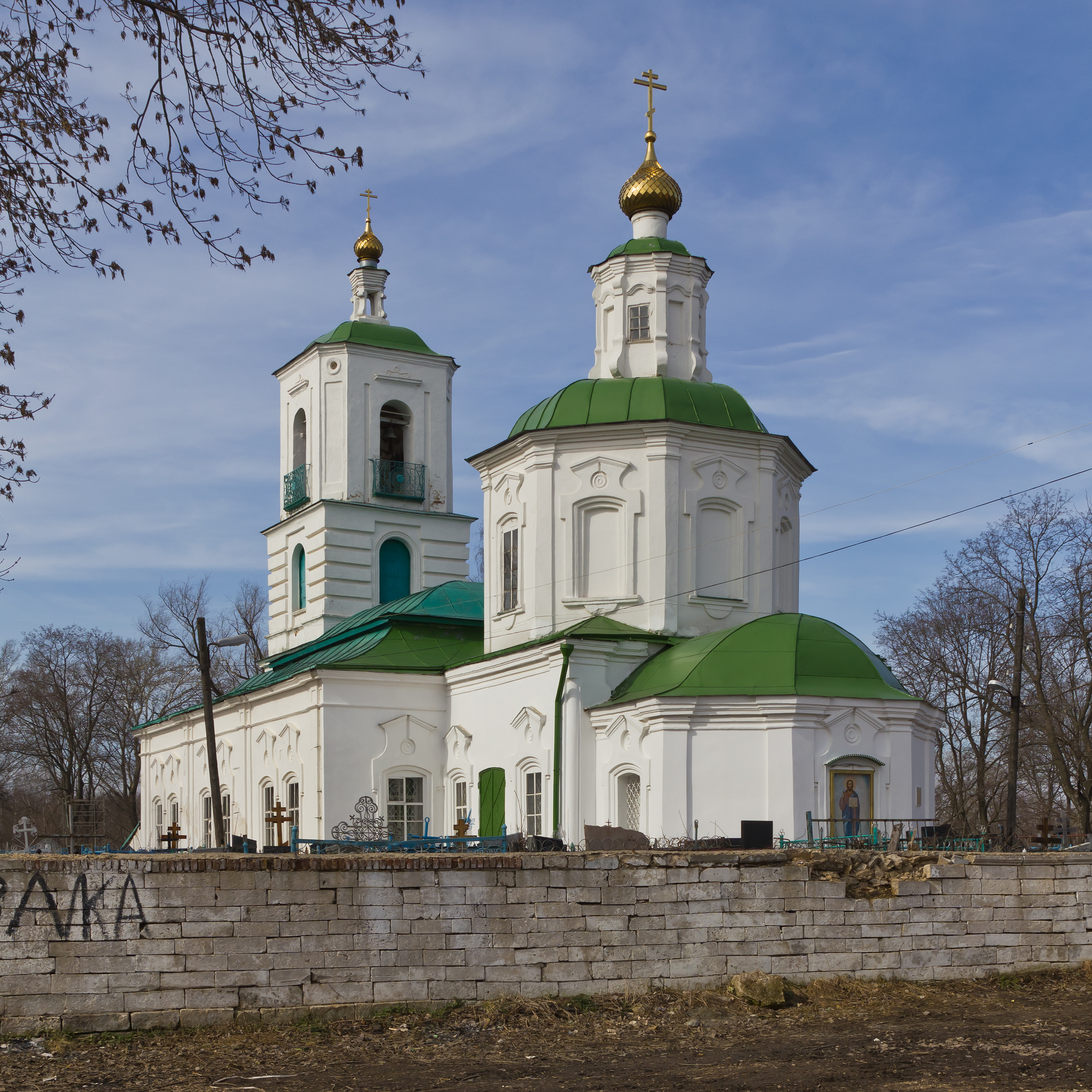
Кладбищенская церковь Иоанна Предтечи.

### Церковь Иоанна Предтечи
54°21′05″ с. ш. 38°15′38″ в. д.
Решение о постройке кладбищенской церкви было принято после эпидемии чумы (моровой язвы) 1771 года и в связи с отменой захоронений при приходских церквях. За городом было устроено общее городское кладбище. Кладбищенская церковь во имя святого Иоанна Предтечи, трёхъярусная в стиле провинциального барокко и въездные ворота, построены в 1773 году на средства прихожан. Колокольня в стиле классицизма — в 1795. В 1857 году церковь и колокольню соединили пристройкой, в которой образовалась тёплая трапезная церковь с приделами: левый во имя иконы Божией Матери «Утоли моя печали» устроен в 1859 году на средства врача Д. А. Поддубного; правый во имя апостолов Петра и Павла — в 1865 году при участии церковного старосты И. В. Брежнева. В советское время церковь не закрывалась и оставалась единственной действующей в городе. Ныне является соборным храмом венёвского благочинного округа.

## Сохранившиеся частично

### Церковь Покрова Пресвятой Богородицы
(Церковь Николая Чудотворца [старая])
54°20′53″ с. ш. 38°16′14″ в. д.

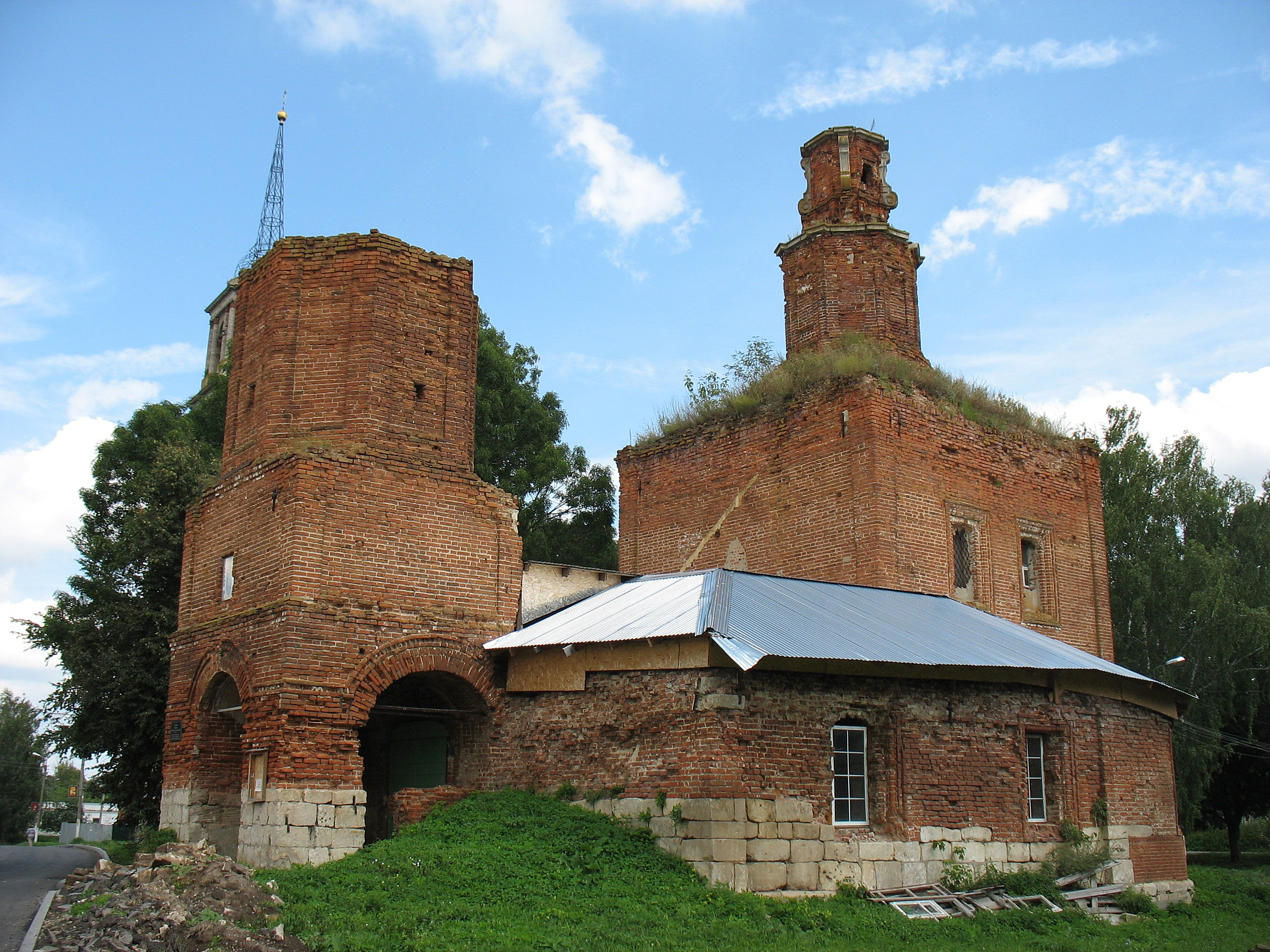
Покровская церковь (состояние на 2016 год)

Основание церкви относится к 1-й трети XVII века. В 1737 году на средства купцов Гладушевых было построено кирпичное однокупольное здание церкви в стиле барокко с тёплым пятикупольным приделом во имя святого пророка Илии. До 1862 года именовалась «Никольской». В 1862 году церковь заново отремонтировали и освятили во имя Покрова Пресвятой Богородицы. После постройки новой церкви Николая Чудотворца Покровская стала бесприходной. По состоянию на 2018 год храм находится в полуразрушенном состоянии. Есть предположение, что Покровский, бывший Никольский храм является самым древним в Венёве из дошедших до нашего времени. В дозорной книге за 1636 год упомянута Благовещенская церковь с Никольским приделом, устоявшая (как и церковь Параскевы Пятницы) после татарского разорения 1633 года: «въ старомъ же острогҍ церковь Благовещенія Пречистые Богородицы, да въ придҍлҍ Великаго Чудотворца Николы древяна клецки». В более поздних источниках церковь Благовещения не упоминается. Она могла быть и ранее также переименована (такое часто случалось) по приделу.

## Не сохранившиеся

### Церковь великомученицы Параскевы Пятницы
В «Писцовой книге Городенска и Венёвского уезда за 1571—1572 гг. письма и меры князя Ивана Васильевича Мосалского да Григория Борисовича Ярцова с товарищами» сказано: «Въ городкҍ же въ Городеньскуцерковь теплая Христова мученица Парасковҍя, нареченная Пятница, съ трапезою …». За 1636 год деревянная Пятницкая церковь упомянута как соборная, которая уцелела после разграбления города татарами в 1633 году. По неизвестным причинам церковь не сохранилась. В память о древнем храме, на месте её алтаря, в начале XIX столетия была поставлена часовня Параскевы Пятницы (вблизи Воскресенского собора). Но и она не сохранилась до наших дней.

### Церковь Преображения Господня
54°20′53″ с. ш. 38°16′11″ в. д.
Клетская деревянная Преображенская церковь упоминается в «Писцовой книге Городенска и Венёвского уезда за 1571—1572 гг.», где сказано: «На Веневе же на посадҍ церк. Преображенье Спасово, клҍтцки, съ олтаремъ, да придҍлъ Николы чюдотворца …». Церковь располагалась на территории старого городка — острога, до 1917 улица Спассопреображенская (ныне Володарского [северо-западный угол дома № 21]). В церковный приход входили жители Стрелецкой и Пушкарской слобод. В 1633 году церковь была сожжена крымскими татарами. Каменный однокупольный храм был построен предположительно в 1-й половине XVIII века. В 1816 году церковь приписали к Венёвскому Воскресенскому собору и она стала бесприходной. В 1858 — построена новая каменная колокольня. В 1872 — пристроен правый придел во имя иконы Боголюбской Божией Матери, в 1880 — левый во имя Тихона Задонского. В 1929 году была закрыта, в 1931 разобрана.

### Церковь Введения Пресвятой Богородицы во Храм
54°21′07″ с. ш. 38°16′29″ в. д.
Основание церкви относится к первой трети XVII века. В «Писцовой книге Городенска и Венёвского уезда за 1571—1572 гг.» Введенская церковь не упомянута, но примечательна запись, описывающая Озеренскую слободу, жители которой относились к приходу Введенской церкви: «у р. жҍ у Веневы на берегу сарай 60 саж., а въ нихъ сдҍлано при князҍ Иванҍ на церковное строенья 5000 кирпичю». Откуда следует, что строительство церкви предполагалось и заготавливался кирпич. В дозорной книге города Венёва за 1636 год сказано, что Введенский храм был сожжён крымскими татарами в 1633 году. О времени постройки новой деревянной данных нет. Церковь находилась в черте города на улице Введенской (до 1917), ныне Революционная, рядом с домами № 11 и 13, но относилась к Озеренской слободе. Строительство последнего кирпичного здания церкви, вместо старого ветхого деревянного, с колокольней было закончено в 1776 году. В храме имелось два придела: левый во имя Флора и Лавра, правый во имя великомученицы Екатерины. Разобрана около 1950-го.

### Церкви: святого Георгия и пророка Илии
Два храма Георгиевский и Илиинский, находившиеся в старом остроге, были сожжены крымскими татарами во время опустошительного набега на Русь в 1633 году. После разорения по всей видимости заново восстановлены не были.

### Церковь Николая Чудотворца (новая)
54°20′56″ с. ш. 38°16′17″ в. д.

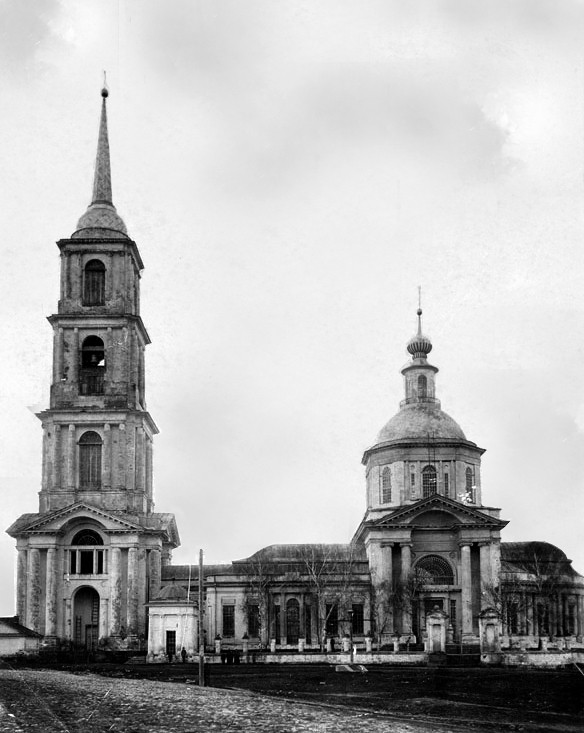
Никольский храм с колокольней (начало 1900-х)

Была одной из крупнейших церквей Тульской епархии. Строительство кирпичной Николаевской церкви (новой) с такой же колокольней началось в 1801 году на Главной площади (ныне Красная площадь) города и продолжалось почти 42 года. В 1817 были построены и освящены два придельных алтаря: пророка Илии и святого апостола и евангелиста Матфея. Большое участие в пожертвовании и сборе средств на постройку приняли венёвский купец Я. М. Бородин и бывший прихожанин московский купец Матвей Ярце(о)в.

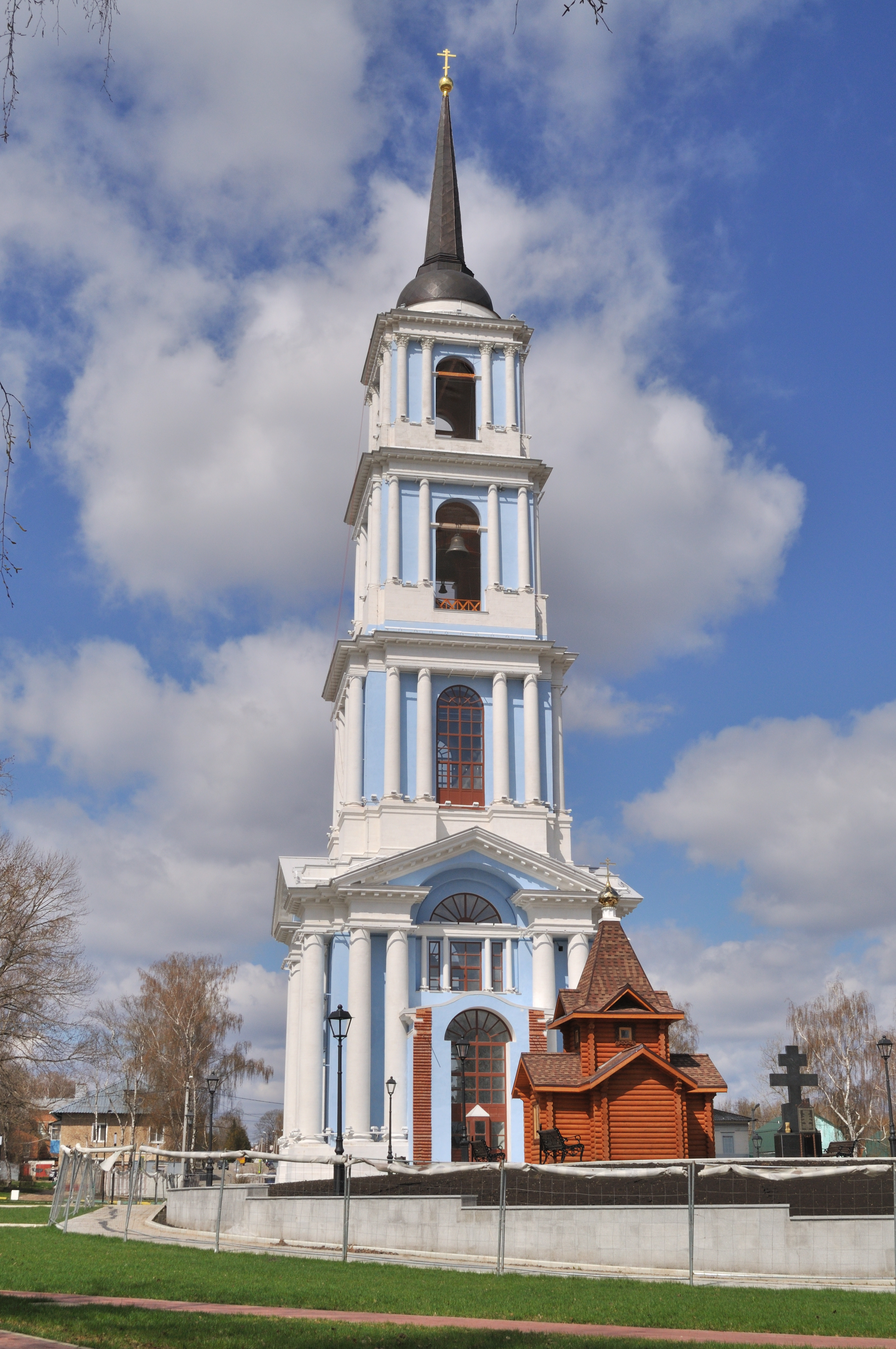
Колокольня Никольской церкви

В 1834 году от пожара сильно пострадала колокольня: сгорели деревянные части, лестница, шпиль. Окончание постройки самой церкви и освящение состоялось в 1843 году. Завершилось строительство последнего здания и повреждённой от пожара колокольни в 1862 году. На 1-м этаже колокольни был устроен придел во имя преподобного Феодосия Тотемскаго. Церковный приход состоял из части жителей Венёва и близлежащих деревень: Коломенской, Заломов, Курмышок, Кузминок. К Николаевской церкви приписаны были: бесприходная церковь Покрова Пресвятой Богородицы (бывшая Николая Чудотворца [старая]), Александро-Невская часовня (1876) (не сохранилась) на Хлебной (Торговой) площади (в память «избавления Александра II от злодейского покушения в 1866 году») и две небольшие каменные часовни (не сохранились): одна использовалась как сторожка, другая — как свечная лавка, а также церкви Богоявленская и Казанская. Разобрана на строительные материалы для хозяйственных нужд в начале 1950-х годов, сохранилась только 75-метровая колокольня — самая высокая постройка Тульской области. На месте Никольского храма установлен поклонный крест.

## Домовые

Духовное училище

### Церковь Кирилла и Мефодия при Венёвском духовном училище
54°21′01″ с. ш. 38°16′18″ в. д.
После постройки в 1892 году нового корпуса Веневского духовного училища, на средства купчихи Парасковьи Ильиничны Медынцевой, на 2-м этаже была открыта домовая церковь святых Кирилла и Мефодия. Здание бывшего духовного училища сохранилось.

### Церковь Иконы Божией Матери Всех Скорбящих Радость при Земской больнице
Домовая Скорбященская церковь располагалась в цокольном полуподвальном этаже земской больницы с 1880 года. Здание сохранилось, используется как жильё.

### Алексиевская церковь при Венёвской тюрьме
Домовая церковь Алексия, митрополита Московского (или Алексия, человека Божия), при Венёвской тюрьме была построена в 1910 году. В советское время тюрьму снесли и на её месте построили школу.